# President Evil (Band)
President Evil ist eine deutsche Band aus Bremen.

## Geschichte
Im Dezember 2002, kurz nach Bandgründung, begann die Band durch regionale und überregionale Auftritte auf sich aufmerksam zu machen. Nach dem Gewinn des Contests „Live in Bremen“ ging die Band 2004 in das renommierte Stage One Studio, um unter professionellen Bedingungen und der Regie von Andy Classen aufzunehmen. Die Demo-EP Evil Goes to Hollywood wurde in Eigenregie veröffentlicht und weitere Gigs im gesamten Bundesgebiet folgten. Im Sommer 2005 wurden AFM Records im Rahmen eines Festivals auf die Band aufmerksam und boten ihre Zusammenarbeit an.
Seit Ende 2005 ist President Evil bei dem deutschen Label AFM Records (u. a. Doro, Tankard, Masterplan, Destruction) unter Vertrag und hat im April 2006 ihr Debütalbum Trash 'N' Roll Assholeshow veröffentlicht.
Die Aufnahmen für das zweite Album wurden im September 2007 unter der Regie von Guido Lucas abgeschlossen. Das Mastering übernahm Andy Classen. Das Album erschien im Januar 2008 unter dem Titel Hell in A Box.
2013 wurde das neue Album Back From Hell's Holiday weltweit über Firefield Records veröffentlicht. Als Gastsänger konnten Chris Birx von Motorjesus und Dan Nelson, der ehemalige Sänger von Anthrax, gewonnen werden.

## Stil
Ihr Stil wird als „Thrash 'N' Roll“ beschrieben und enthält Elemente aus Punk, Stoner Rock und Thrash Metal. Ihr Stil lehnt sich an Bands wie Down, Motörhead, Kyuss, Spiritual Beggars sowie Slayer an.

## Touren
Neben Touren mit Motorjesus, Betzefer und Koroded markiert die Europatour mit der amerikanischen Industrial-Legende Ministry den bisherigen Höhepunkt der Band.
Im Frühjahr 2007 folgte eine Tour mit den amerikanischen Schockrockern Gwar. Des Weiteren gab es seit ihrer Gründung Supportshows für Bands wie Holy Moses, Smoke Blow, Exodus, Ektomorf, Disbelief, Fear Factory, Genepool, Tankard oder Dew-Scented. Im Februar 2008 eröffneten President Evil für Volbeat auf deren Europatour.
Im November 2014 gab es eine kleine Deutschlandtour mit Motorjesus und Gloomball.

## Diskografie
- 2005: Evil Goes to Hollywood (Demo-EP, Eigenveröffentlichung, Auflage: 500 Stück)
- 2006: Trash 'N' Roll Assholeshow (Album, AFM Records)
- 2008: Hell In A Box (AFM Records)
- 2013: Back From Hell's Holiday (Firefield Records)